# Virginia Mendes
Virginia Raquel Taveira e Silva Mendes Ferreira (Cuiabá, 31 de maio de 1971), é uma bacharel em economia brasileira. 
De janeiro de 2013 até dezembro de 2016, ela foi primeira-dama de Cuiabá. Como esposa de Mauro Mendes, 56.º Governador de Mato Grosso, é primeira-dama do estado desde janeiro de 2019.

## Biografia e carreira
Virgínia Mendes, filha de Eurídice Gomes da Silva (in memoriam) e Severino Taveira da Silva (in memoriam), nasceu em Cuiabá em 31 de maio de 1972. Casada há 30 anos com o governador de Mato Grosso, Mauro Mendes, ela tem três filhos: Ana Carolinne Taveira Mendes, Luís Antônio Taveira Mendes e Maria Luiza Taveira Mendes. Com formação profissional em Bacharelado em Economia, atua como empresária. Atualmente, é primeira-dama de Mato Grosso e voluntária em ações do governo.
Entre 2013 e 2016, exerceu a função de primeira-dama de Cuiabá, participando de diversas atividades sociais no município. Destaca-se o projeto Siminina, que à época contava com apenas 143 meninas. Ao final da gestão em 2016, o projeto alcançou 1.500 meninas.
Como primeira-dama do Estado, seu primeiro desafio em 2019 foi liderar a implantação da Delegacia 24 Horas da Mulher na capital mato-grossense. É idealizadora do programa SER Família Mulher, referência nacional. Representou Mato Grosso na COP-28 em Dubai em 2023, levando os programas SER Família Mulher e SER Família Indígena, ambos alinhados com os Objetivos de Desenvolvimento Sustentável (ODS) da ONU.
Responsável por articular a criação da Superintendência de Políticas Públicas para as Mulheres na Secretaria de Estado de Assistência e Cidadania (Setasc), e a criação da Coordenadoria de Enfrentamento à Violência Contra a Mulher e Vulneráveis na Polícia Judiciária Civil (PJC), aprovada via Lei Estadual Complementar. Recebeu homenagem em nome de sua mãe com o portal de atendimento multidisciplinar online às mulheres vítimas de violência doméstica denominado "Casa de Eurídice". Além disso, lançou o projeto Expedição SER Família Mulher – MT Por Elas, em parceria com as forças de segurança e gerenciado pela Superintendência de Políticas Públicas para as Mulheres na Setasc.
Outros programas idealizados incluem o SER Família, referência nacional, aprovado por Lei Estadual, que compreende os programas: SER Família Criança, SER Família Idoso, SER Família Inclusivo e SER Família Indígena. Dentro da perspectiva de oportunidades, foram idealizados os programas: SER Família Capacita, SER Família Habitação, dentre outros projetos sociais.
Primeira-dama de MT, Virgínia Mendes com o programa SER Família Inclusivo – é incentivadora do jiu-jitsu Paradesportivo, sendo reconhecida como Madrinha Nacional da Federação Brasileira de Jiu-jitsu Paradesportivo (FBJJP) e Embaixadora Mundial do Jiu-jitsu Paradesportivo.
Em suas atividades, leva os princípios de Superação, Esperança e Respeito, que deram origem ao SER registrado em todos os programas por ela idealizados. Seus compromissos com a causa social lhe renderam diversos títulos e honrarias, reconhecendo sua dedicação e contribuição para a comunidade, especialmente para aqueles que mais precisam de atenção, assistência e amparo social.

## Programas Sociais

### Programa SER Família
O Programa SER Família, idealizado pela primeira-dama de Mato Grosso, Virginia Mendes, é coordenado pelo Governo do Estado por meio da Secretaria de Estado de Assistência Social e Cidadania (Setasc). O programa visa distribuir cartões com auxílio de R$ 220 para grupos específicos e famílias em situação de vulnerabilidade social em todo o estado, com o objetivo de reduzir desigualdades e promover a inclusão social.
O programa tem como base os pilares de Superação, Esperança e Respeito, representados pela palavra "SER", destacando a importância da igualdade e do serviço ao próximo. Além disso, a primeira-dama incentiva o voluntariado e a colaboração com a sociedade civil para apoiar pessoas carentes.

### Programa SER Família Criança
O Programa SER Família Criança atende famílias que tenham crianças em idade escolar, de até 12 anos, com um auxílio de R$ 220 pago a cada dois meses, além de um bônus extra em datas especiais, como Dia das Mães e Natal. O cartão pode ser utilizado para a compra de vestuário, gêneros de primeira necessidade e materiais escolares.
Além do auxílio financeiro, o programa também contempla a escola contraturno SER Família Criança, com um projeto piloto em Poconé, onde 500 crianças são atendidas com assistência integral, incluindo aulas de dança, música, judô, capoeira e apoio pedagógico.

### Programa SER Família Idoso
O Programa SER Família Idoso tem como objetivo atender pessoas idosas em situação de vulnerabilidade social, garantindo um auxílio financeiro de R$ 220 a cada dois meses, além de pagamentos extras em datas comemorativas. O programa também oferece atividades contínuas e assistência psicossocial para os idosos e suas famílias.

### Programa SER Família Inclusivo
O SER Família Inclusivo atende pessoas com deficiência, fornecendo um auxílio financeiro de R$ 220 para a compra de alimentos e medicamentos. O programa também viabilizou a implementação da Carteira de Identificação do Autista (CIA) para pessoas diagnosticadas com Transtorno do Espectro Autista (TEA).

### Programa SER Família Indígena
O SER Família Indígena busca valorizar e garantir dignidade aos povos indígenas do estado de Mato Grosso. O programa promove ações de cidadania e assegura o acesso a serviços públicos essenciais, como a emissão de documentos pessoais e a distribuição de auxílio financeiro de R$ 220, além da entrega de cestas de alimentos para famílias cadastradas.

### Programa SER Família Mulher
O SER Família Mulher é um programa voltado ao atendimento de mulheres vítimas de violência. Lançado em 9 de agosto de 2023, o programa atualmente atende cerca de 531 mulheres, fornecendo um auxílio-moradia no valor de R$ 600 para cobrir despesas com aluguel, água, energia elétrica e gás de cozinha.
O benefício é destinado às mulheres vítimas de violência doméstica em Mato Grosso, que tenham medidas protetivas de acordo com a Lei Federal nº 11.340/06 (Lei Maria da Penha) e estejam em situação de vulnerabilidade social.

### Expedição SER Família Mulher – MT Por Elas
A Expedição SER Família Mulher – MT Por Elas foi idealizada pela primeira-dama de Mato Grosso, Virginia Mendes, com o objetivo de fortalecer as políticas públicas de proteção às mulheres no estado. Até dezembro de 2024, a expedição percorreu 15 Regiões Integradas de Segurança Pública (RISP), capacitando profissionais da rede socioassistencial, incluindo assistentes sociais, psicólogos, policiais militares, policiais civis, membros da Patrulha Maria da Penha, além de profissionais da saúde e educação. Ao todo, 2.356 profissionais foram capacitados para integrar a rede de enfrentamento à violência contra as mulheres.

### SER Família Capacita
O SER Família Capacita é um programa que oferece 50 mil vagas em cursos de capacitação distribuídas por todos os municípios de Mato Grosso, durante um período de dois anos, em parceria com o Senai/MT.

### SER Família Solidário
O SER Família Solidário, inicialmente denominado Vem Ser Mais Solidário, foi idealizado pela primeira-dama Virginia Mendes e já impactou mais de 350 mil famílias em todo o estado. O programa atende municípios e associações com base nas informações do Cadastro Único (CadÚnico), acompanhadas pelos Centros de Referência de Assistência Social (CRAS).

### SER Família Habitação
O SER Família Habitação foi estabelecido pelo Decreto nº 1.398, de 24 de maio de 2022, com o objetivo de fomentar a construção de unidades habitacionais de interesse social, promovendo qualidade de vida à população urbana nos municípios e ampliando o acesso à moradia digna.
Para as faixas de renda superiores, o programa SER Família Habitação – Entrada Facilitada com Subsídio do Governo do Estado oferece apoio a famílias com renda familiar nas seguintes faixas:
- Faixa 1: Renda de R$ 2.640 a R$ 4.400;
- Faixa 2: Renda de R$ 4.400,01 a R$ 7.000;
- Faixa 3: Renda de R$ 7.000,01 a R$ 12.000.

### Outras Ações Idealizadas pela Primeira-Dama de Mato Grosso
- Casamento Abençoado: Formalizou mais de 2.500 casais com documentação custeada pelo Governo do Estado.[30]
- SER Família Natal Abençoado: Distribuição de cestas especiais de Natal aos municípios e associações de bairro.[31]
- SER Família Arena Encantada: Realizou três edições com programação completa e distribuição de brinquedos.[32]
- SER Família Fé e Vida: Promove eventos sobre saúde mental e cidadania, incluindo a participação do padre Fábio de Melo.[33]

## Reconhecimentos e Títulos
Ao longo de sua trajetória, a primeira-dama de Mato Grosso, Virginia Mendes, recebeu diversas honrarias em reconhecimento ao seu trabalho social e dedicação às causas comunitárias. Dentre os títulos e reconhecimentos, destacam-se:
- Madrinha da Associação Mato-grossense de Pesquisa e Apoio à Adoção (AMPARA): Reconhecimento por seu apoio às causas da adoção em Mato Grosso.[34]
- Madrinha dos Povos Indígenas: Título concedido em reconhecimento ao seu trabalho em prol das comunidades indígenas do estado.[35]
- Madrinha do Projeto Autismo na Escola: Homenagem por sua dedicação à inclusão de crianças com autismo no ambiente escolar.[36]
- Madrinha da Sala Lilás – Politec: Reconhecimento por seu apoio às iniciativas de atendimento especializado a mulheres vítimas de violência.[37]
- Embaixadora do Instituto Reação: Título concedido por sua contribuição ao esporte e inclusão social.[38]
- Madrinha do Projeto Mulheres na Computação, Engenharia e Ciências da Terra: Homenagem por incentivar a participação feminina nessas áreas.[39]
- Madrinha da Campanha Outubro Rosa 2021 (Santa Casa de Misericórdia): Reconhecimento por seu engajamento na prevenção do câncer de mama.[40]
- Madrinha do Projeto de Turismo da Aldeia Wazare: Homenagem por promover o turismo sustentável em comunidades indígenas.[41]
- Madrinha do Projeto Musicalizar – Corpo de Bombeiros: Reconhecimento por apoiar a educação musical como ferramenta de inclusão social.[42]
- 26º Botom da Federação Internacional de Jiu-Jitsu: Reconhecimento internacional por seu apoio ao esporte.[43]
- Embaixadora Mundial de Parajiu-Jitsu: Homenagem internacional pelo incentivo ao esporte adaptado.[44]
- Medalha Mérito Proerd: Reconhecimento por seu trabalho na prevenção ao uso de drogas entre jovens.[45]
- Títulos de cidadã em diversos municípios: Barra do Garças, Pontal do Araguaia, Barra do Bugres, Ribeirão Cascalheira, Alto Araguaia, Dom Aquino, Rondonópolis, Carlinda e Alto Taquari.[46]

Além desses, Virginia Mendes foi agraciada com diversos outros títulos e medalhas por sua dedicação às causas sociais e comunitárias, refletindo seu compromisso contínuo com a melhoria da qualidade de vida das populações em situação de vulnerabilidade.
Em novembro de 2014, Virginia e Mauro Mendes adotaram uma menina de três meses no Lar da Criança de Mato Grosso. Eles aguardavam na fila de espera da adoção desde 2009.
Em maio de 2016, Virginia Mendes recebeu homenagens durante a inauguração da nova ala pediátrica do Hospital e Pronto Socorro de Cuiabá por seus esforços na melhoria do atendimento pediátrico na capital do estado.
Em dezembro de 2019, Mendes foi homenageada pelo Corpo de Bombeiros com a insígnia da Ordem do Mérito do Bombeiro Militar de Mato Grosso - Imperador Dom Pedro II, Grau Comendador.
Em fevereiro de 2020, ela assumiu a presidência de honra do Fundo de Apoio às Ações Sociais de Mato Grosso (FUS/MT).
Em março de 2021, a primeira-dama recebeu moções de aplauso de vereadores de Cuiabá e de Várzea Grande pelos trabalhos em ações sociais que beneficiaram mulheres e famílias carentes de Mato Grosso. No mesmo mês, Mendes recebe título de cidadã do município de Pontal do Araguaia. Em setembro do mesmo ano, ela recebeu o título de cidadã de Barra do Garças.
Em junho de 2022, Mendes fez a retirada de um tumor na pele e também de um câncer no pâncreas. Em fevereiro de 2023, ela foi diagnosticada com uma cardiopatia congênita e passou por cirurgia para instalação de prótese no Hospital do Coração em São Paulo. Em maio do mesmo ano, passou por uma cirurgia de histerectomia, em decorrência de endometriose, no Hospital Israelita Albert Einstein, também em São Paulo.
Mendes idealizou o programa SER Família Habitação que viabiliza a construção de 40 mil casas populares em todo o estado. A assinatura do decreto ocorreu em julho de 2023.
Em 2024, Virginia comemorou seu aniversário com uma festa beneficente que arrecadou R$ 383 mil em recursos.